# Пајни Гринг (Северна Каролина)
Пајни Гринг (енгл. Piney Green) насељено је место без административног статуса у америчкој савезној држави Северна Каролина.

## Демографија
По попису из 2010. године број становника је 13.293, што је 1.635 (14,0%) становника више него 2000. године.
| Група             | 2000.         | 2010.         |
| Белци             | 7.204 (61,8%) | 7.674 (57,7%) |
| Афроамериканци    | 2.863 (24,6%) | 2.978 (22,4%) |
| Азијати           | 301 (2,6%)    | 374 (2,8%)    |
| Хиспаноамериканци | 887 (7,6%)    | 1.628 (12,2%) |
| Укупно            | 11.658        | 13.293        |